# چارنووانسه
چارنووانسه (به لهستانی:  Czarnowąsy) یک روستا در لهستان است که در گمینا دوبژنگ ویلکی واقع شده‌است. چارنووانسه ۳٬۱۰۸ نفر جمعیت دارد.